# Square Verdrel
Le square Verdrel est un square dans le centre-ville de Rouen, entre la rue Jeanne-d'Arc, le musée des Beaux-Arts et le musée de la Céramique.

## Origine du nom
D'une superficie de 9 000 m2, cet espace vert créé par Émile Beaucantin lors des réaménagements urbains du Second Empire, a été inauguré le 5 septembre 1863 par le maire de Rouen Charles Verdrel.
Appelé à l'origine jardin Solférino en référence à la bataille de Solférino, il a pris en 1926 le nom de Charles Verdrel (1809-1868), maire de Rouen de 1858 à 1868 et surnommé le « baron Haussmann rouennais ». Dans le même temps, on a pris soin de remplacer jardin par square, anglicisme à la mode.

## Jardin

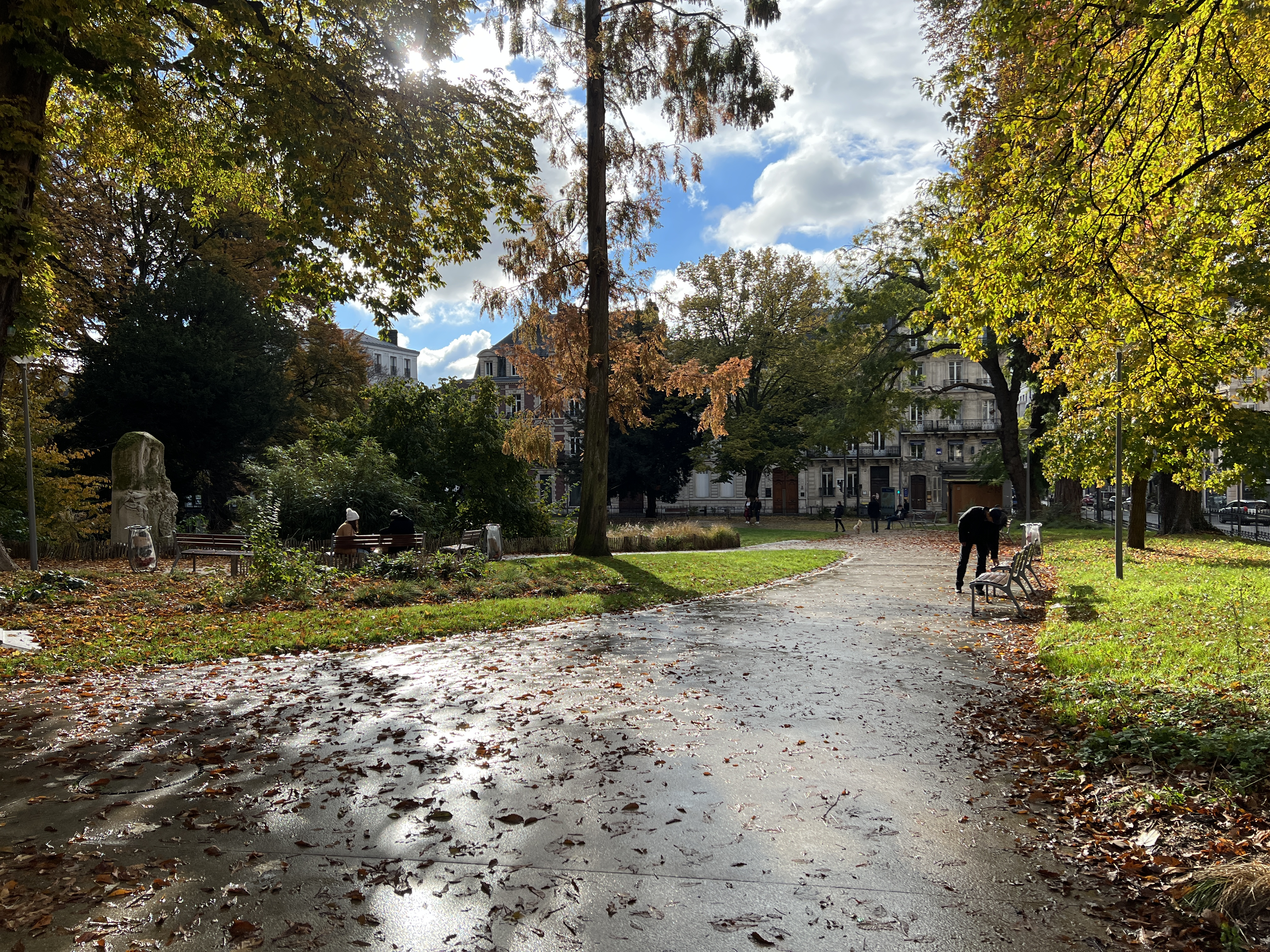
Allée du square en 2021.

Ce jardin se compose d'un plan d'eau surmonté de rochers formant une cascade. Ces rochers proviennent de la propriété de Madame de Lux à Incarville. La création du plan d'eau a été facilitée par la proximité de l'ancienne Renelle des tanneurs, alimentée par la source Gaalor, ainsi que par la fontaine du Bailliage, édifiée en 1455. Le bassin était alimenté par la source Gaalor par une machine à vapeur, qui cesse de fonctionner en 1876. Elle est remplacée en 1901 par un nouveau système d'alimentation.
Il possède une zone de jeux pour les enfants et un petit plan d'eau où voguent des cygnes blancs.
Le square est réaménagé par la mairie selon un projet établi dès 2008 : le mercredi 26 octobre 2016, la mairie fait abattre une cinquantaine d'arbres en une seule fois, soulevant l'émoi de la population. L'agrandissement de l'esplanade Marcel-Duchamp devant le musée des beaux-arts réduit d'autant la surface du square. Le square, jusque-là protégé de la rue par la densité des arbres de sous-bois, devient transparent au regard extérieur et son atmosphère est changée.

## Monuments

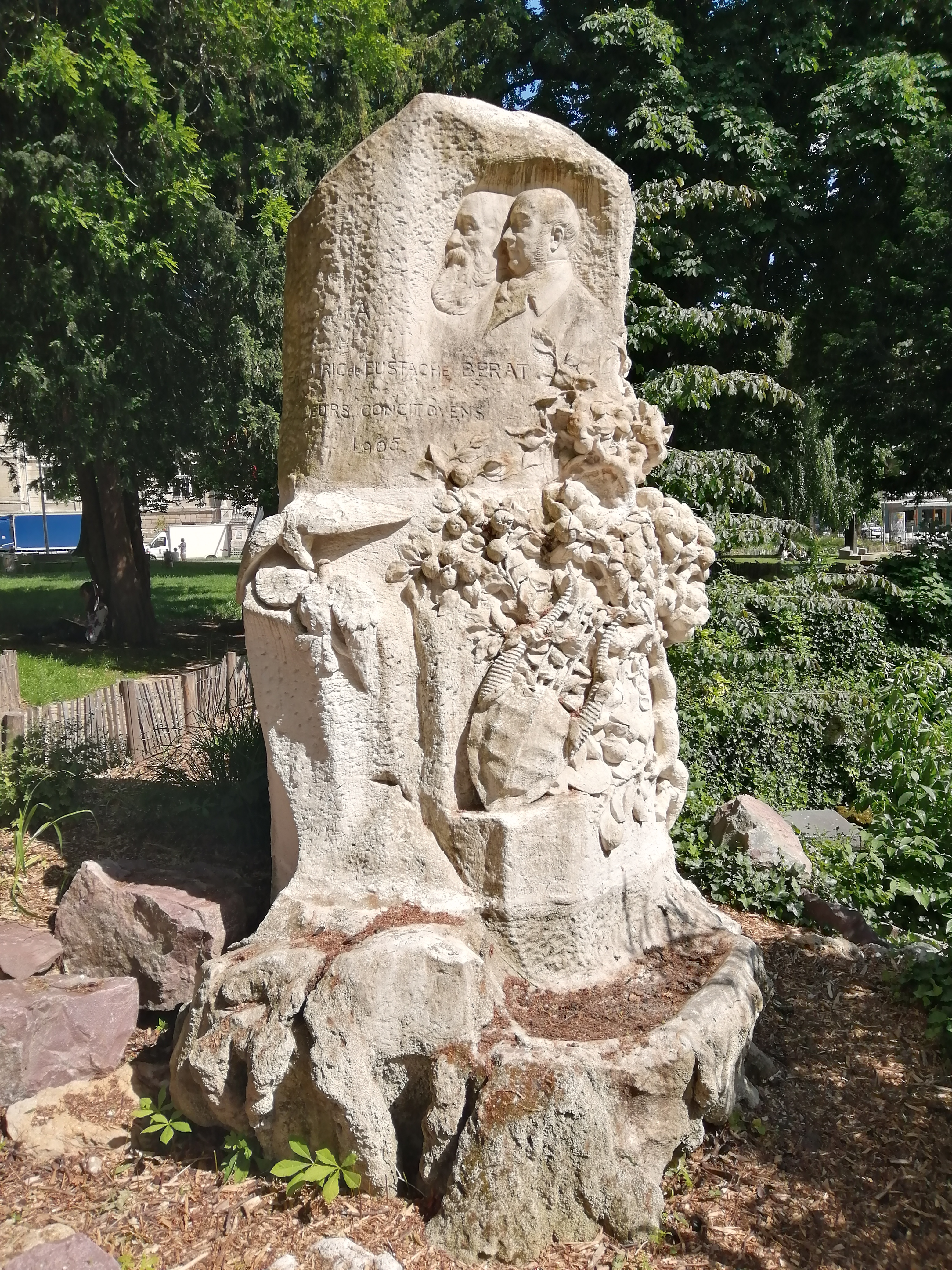
Monument dédié à Frédéric et Eustache Bérat.

On peut y voir le monument des frères Bérat dû à Alphonse Guilloux et Georges Bourienne (1905) ainsi qu'une statue de Jean Revel, due à Robert Delandre (1928, fondue pendant la Seconde Guerre mondiale, relevée en 1958 par l'artiste).
Le buste de Guy de Maupassant, installé au Nord-Ouest du square a été inauguré le 27 mai 1900. Réalisation en bronze de Ferdinand Marrou, il est fondu en 1941 et sera restitué en pierre en 1944.